# Aubenàs
Aubenàs (en francès Aubenas) és un municipi de la regió d'Alvèrnia-Roine-Alps i el departament de l'Ardecha.

## Municipis agermanats
- Schwarzenbek (Alemanya)
- El municipi té un pacte d'amistat amb Palamós, pas previ a l'agermanament.